# Alain Grandbois
Pour les articles homonymes, voir Grandbois.
Alain Grandbois (Saint-Casimir, 25 mai 1900 – Québec, 18 mars 1975) est un écrivain québécois. Il est surtout connu et apprécié pour son œuvre de poète, mais il fut avant tout un grand voyageur et globe-trotteur. Il a de plus écrit des œuvres d'inspirations biographique ou autobiographique, ainsi que des nouvelles et des essais.

## Biographie
Né à Saint-Casimir dans le comté de Portneuf, Alain Grandbois a fait des études classiques au Collège de Montréal et au Séminaire de Québec, puis à  l'Université Saint-Dunstan à Charlottetown, et à l'Université Laval de Québec, où il devient licencié en droit (1924).
Sa famille est toutefois plus étroitement associée à la ville de Québec où ses parents résideront à partir de 1922. En 1958, il épouse Marguerite Rousseau (1899-1978) de qui il était amoureux depuis son adolescence et qui est également née à Québec.
Il fait paraître son premier ouvrage en 1933 à Paris (chez l'éditeur Albert Messein qui n'existe plus aujourd'hui et dont les archives ont été détruites pendant la 2e Guerre), ouvrage intitulé Né à Québec... Louis Jolliet. Récit qui sera réédité chez Fides en 1948 dans la « Collection du Nénuphar », puis sous forme d'édition critique en 1994 dans la collection « Bibliothèque du Nouveau Monde » aux Presses de l'Université de Montréal. Ce récit biographique amalgame à la fois l'Histoire et la fiction dans la mesure où certaines incertitudes sur la vie de Louis Jolliet, découvreur du Mississippi, prévalent et où le récit est soutenu par une écriture très soignée.
En 1941, il publie Les Voyages de Marco Polo aux éditions Bernard Valiquette. Reprenant la trame du Livre de Marco Polo, il le complète en y ajoutant des informations et des anecdotes sur les religions, les mœurs et les coutumes des peuples rencontrés et en précisant l'itinéraire. Pour ce faire, il s'est appuyé sur un dossier aussi complet que possible : « Il consulte des biographies du grand voyageur, d'anciens traités de géographie, de savantes études sur l'Asie médiévale. »
En 1944, il publie Les Îles de la nuit, recueil de poésie qui obtient un considérable succès critique et a fait l'objet de nombreuses rééditions. Durant la même année, il se joint aux membres fondateurs de l’Académie canadienne-française, aujourd’hui l’Académie des lettres du Québec.
Un fonds d'archives d'Alain Grandbois est conservé au Centre d'archives de Montréal de Bibliothèque et Archives nationales du Québec. Un fonds d'archives Alain Grandbois est également conservé à Bibliothèque et Archives Canada.
En 1955, les éditions Beauchemin font paraître la traduction de l'histoire Molson (Merrill Denison, Au pied du courant, l'histoire Molson) par Alain Grandbois.
L'année suivante Grandbois vend sa maison patrimoniale à Marc Sauvageau.

## Hommages

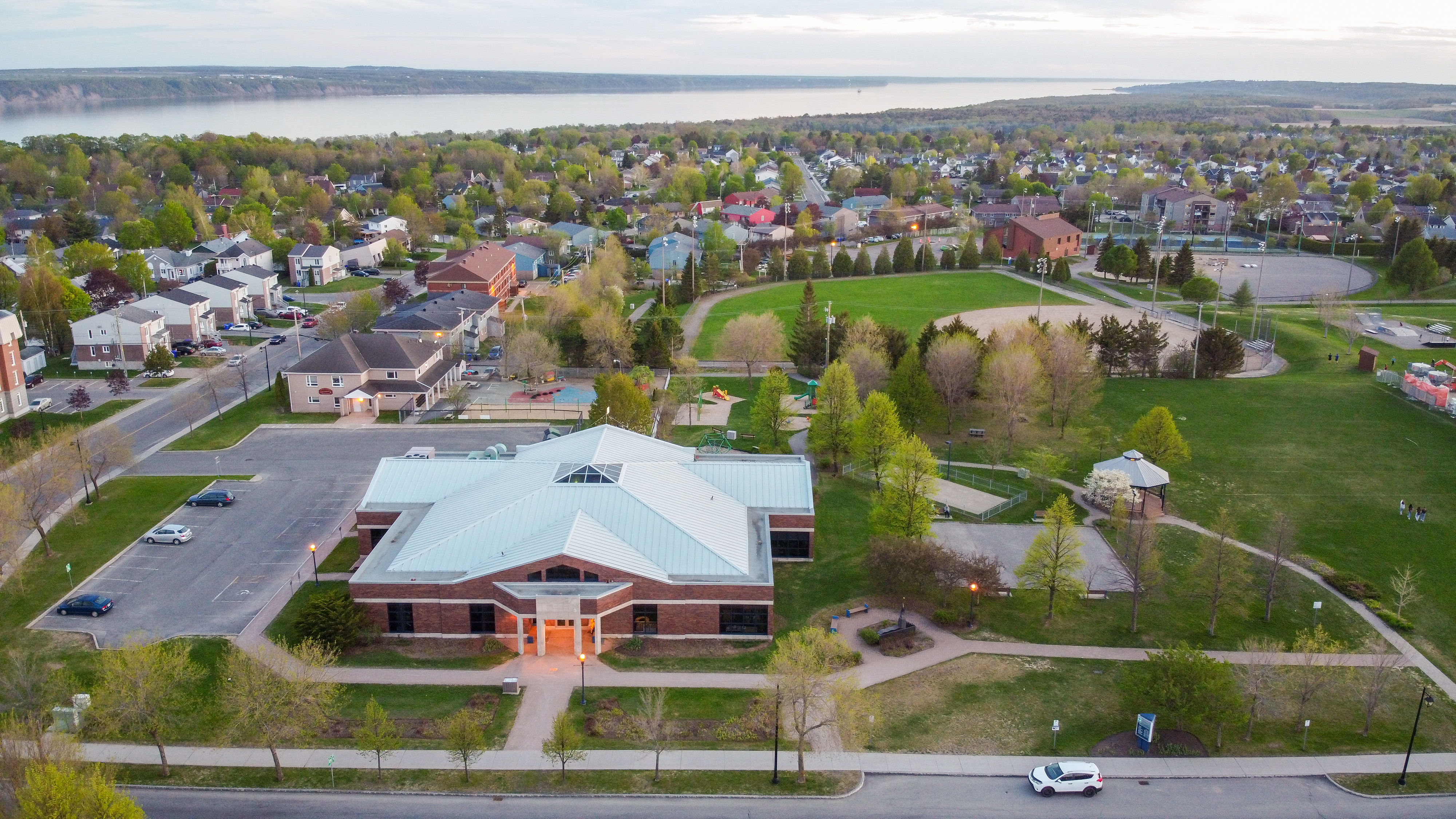
La bibliothèque à son nom à Saint-Augustin-de-Desmaures.

Le prix Alain-Grandbois de l'Académie des lettres du Québec a été créé en son honneur. La bibliothèque municipale de Saint-Augustin-de-Desmaures porte également son nom.
L'avenue Grandbois a été nommée en son honneur dans l'ancienne ville de Duberger, maintenant présente dans la ville de Québec.
Le poste électrique d'Hydro-Québec situé à Saint-Casimir est nommé Poste Alain-Grandbois.
Une plaque "Ici vécut de la ville de Québec est présente au 949 avenue Casot, en son honneur, pour indiquer son ancien lieu de résidence.

## Appréciation
Il a une aversion des mondanités, des salons bourgeois, des prix littéraires et des rencontres d'écrivains. Il ne croit à rien ni à personne, il pense par lui-même (Gaston Miron sera son éditeur). Il aime parler de grands espaces et de ses expériences personnelles.

## Œuvres

### Romans, récits
- Né à Québec: Louis Jolliet (1933)
- Les Voyages de Marco Polo (1941)

### Recueil de nouvelles
- Avant le chaos (1945)

### Poésie
- Les Îles de la nuit (1944)
- Le Centre cosmique (1946)
- Rivages de l'homme (1948)
- L'Étoile pourpre (1957)
- Poèmes (1963)

### Autres publications
- Visages du monde. Images et souvenirs de l'entre-deux-guerres (1971)[7]
- Délivrance du jour et autres inédits (1980)
- Lettres à Lucienne (1987)

### Traductions
- La revue Gai Saber du Collègi d'Occitania (n° 412, octobre 1983, p. 113) publie une traduction en languedocien par André Lagarde de son poème Le sortilège - la faitilha - issu du recueil L'étoile pourpre.

## Honneurs
- 1950 - Prix Ludger-Duvernay
- 1954 - Médaille Lorne Pierce
- 1963 - Prix Québec-Paris, Poèmes
- 1964 - Prix Molson
- 1967 - Compagnon de l'Ordre du Canada
- 1968 - Prix de la langue-française de l’Académie française pour l'ensemble de son œuvre poétique
- 1969 - Prix Athanase-David
- Membre de l'Académie des lettres du Québec